# Tunel Osek
Tunel Osek je železniční tunel č. 505 na katastrálním území Osek na železniční trati Praha–Plzeň v km 61,750–62,074 mezi stanicí Hořovice a zastávkou Cerhovice.

## Historie
Na železniční trati Praha (Západní nádraží, nyní Praha-Smíchov) – Plzeň byl slavnostně zahájen provoz 14. července 1862. Úsek ze Smíchova na nádraží císaře Františka Josefa vybudovala v roce 1872 Dráha císaře Františka Josefa. V době dokončení patřila trať společnosti Česká západní dráha a dále pokračovala do stanice Furth im Wald (dnešní trať 180). V roce 1884 byla společnost zestátněna.
Ve 30. letech 20. století byla trať zdvoukolejněna a 22. ledna 1973 byla dokončena elektrizace úseku Praha – Beroun. Mezi Berounem a Plzní byl elektrický provoz zahájen 5. června 1987.
Tunel Osek byl postaven firmou Hochtief v rámci optimalizace III. tranzitního železničního koridoru v období 2009–2014 pro sdružení firem Skanska, Eurovia a Viamont. Provizorní provoz byl zahájen 22. června 2011.

## Geologie a geomorfologie
Tunel se nachází v geomorfologické oblasti Brdská podsoustava, celku Hořovická pahorkatina s podcelkem Hořovická brázda s okrskem Komárovská brázda.
Z geologického hlediska byl tunel budován v sedimentárních horninách mladšího ordoviku. Jde o vinické souvrství, které je tvořeno tmavošedými a černými jílovitými břidlicemi s příměsí jemnozrnného písku. Vinické souvrství je tektonicky narušené. Na tento předkvartérní podklad plynule nasedá kvartérní pokryv z deluviálních příp. deluiviofluviálních sedimentů zastoupený písčitými jíly. Tunel leží v nadmořské výšce 395 m, je dlouhý 324 m.
V depozitu vytěžené horniny byl nalezen paleontologický materiál se zástupci brachiopodů, ostnokožců, hyolitů, ostrakodů, mlžů a trilobitů.

## Výstavba
Dvoukolejný tunel byl postaven na železniční trati Praha–Plzeň mezi stanicí Hořovice a zastávkou Cerhovice. Výstavbu prováděla v období 2009–2011 firma Hochtief. Tunel byl postaven v pravém oblouku o poloměru 747,805 m v ose tunelu ve stoupání 11,959 ‰.

### Otevřená stavební jáma
Pro nízké nadloží byl tunel proveden jako hloubený v otevřené stavební jámě dlouhé 324 m, hluboké až 13 m, se šířkou v patě svahů 13,2 m a 14,7 v místě výklenků. Práce na tunelu byly zahájeny v září 2009 skrývkou ornice a výkopem stavební jámy a byly ukončeny v listopadu 2009. Bylo odtěženo celkem na 52 000 m³. Stěny jámy byly zajištěny stříkaným betonem o tloušťce 100 mm vyztuženým ocelovými sítěmi a kotevními hřebíky o délce čtyři a pět metrů.

### Ostění
Tunel má 25 tunelových pasů a dva portálové úseky. Ostění tunelových pasů bylo provedeno jako dvouplášťové. Ostění spočívá na základových pasech o rozměru 1950×800 mm a délky 12 m. Základové pasy provedené ze železobetonu byly budovány v období listopadu–prosinec 2009.
Vnější ostění, tzv. falešné primární ostění, které bylo budováno od ledna do června 2010, slouží jako ztracené bednění a chrání hydroizolaci, je provedeno ze stříkaného betonu o tloušťce 300 mm s vyztužením ocelovými příhradovými rámy a sítěmi. Vnitřní poloměr ostění je 6100 mm. Po provedení izolace klenby a opěr izolační svařovanou fólií bylo provedeno definitivní ostění v období od června do listopadu 2010. Jeho tloušťka je 350 mm a je provedeno ze stříkaného betonu vyztuženého ocelovou výztuží. Poloměr vnitřního líce ostění je 5700 mm. Betonáž klenby a opěr probíhala do formy po sekcích délky 12 m. Do primárního ostění bylo celkem uloženo 3565 m³ betonové směsi, do jednoho tunelového pasu primárního ostění cca 11 t ocelové výztuže. Dno je provedeno z betonu o tloušťce 200 mm.

### Portály
Portály mají délku 12 m, tloušťku ostění 500 mm. Čela portálů jsou zešikmena pod úhlem 45° a mají obvodový límec, který je široký 400 mm a vysoký 100 mm. Spodní klenba  o tloušťce 400 mm má vnitřní poloměr 23 m a je provedena z betonu s ocelovou výztuží. Opěry a klenba jsou z železobetonu a byly betonovány do oboustranného bednění. Tunel byl průběžně zasypáván s metrovou výškou nad vrcholem tunelu. K zásypu byl použit vytěžený materiál v objemu 29 416 m³. Ukončení prací na tunelu bylo v květnu 2011. Provizorní provoz byl zahájen 22. června 2011.

### Vybavení tunelu
U výjezdového portálu je příjezdová cesta a nástupní místo pro požární techniku. Tunel má po obou stranách služební chodník, kabelovody a na levé straně je zabudován požární suchovod. V každém druhém tunelovém pasu je po obou stranách záchranný výklenek. U vjezdového portálu ve svahu je schodiště pro únik osob mimo tunel.